# Вальдастико
Вальдастико (итал. Valdastico) — коммуна в Италии, располагается в провинции Виченца области Венеция.
Население составляет 1480 человек (2008 г.), плотность населения составляет 64 чел./км². Занимает площадь 23 км². Почтовый индекс — 36040. Телефонный код — 0445.
Покровителями коммуны почитаются святые апостолы Пётр и Павел, празднование 29 июня.

## Демография
Динамика населения:

## Города-побратимы
- Энкантаду, Бразилия

## Администрация коммуны
- Официальный сайт: http://www.comune.valdastico.vi.it/